# عمو فستر

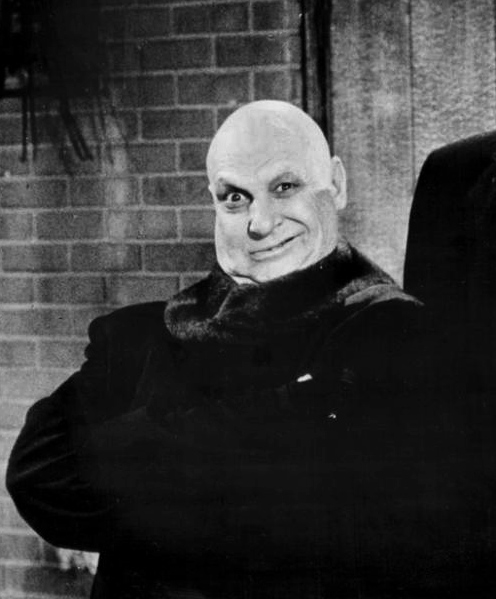
تصویر جکی کوگان،در نقش عمو فستر

عمو فستر عضوی از خانواده خیالی آدامز است. او توسط جکی کوگان در مجموعه تلویزیونی خانواده آدامز (۱۹۶۴)، کریستوفر لوید در فیلم‌های داستانی خانواده آدامز (۱۹۹۱) و ارزش‌های خانواده آدامز (۱۹۹۳)، توسط پاتریک توماس در فیلم دیدار گردهمایی خانواده آدامز (۱۹۹۸) بازی شد. توسط مایکل رابردز در مجموعه تلویزیونی خانواده آدامز جدید (۱۹۹۸-۱۹۹۹)، توسط فرد آرمیسن در مجموعه تلویزیونی جریانی ونزدی (۲۰۲۲) و در موزیکال برادوی توسط کوین چمبرلین ایفای نقش شد.

## شخصیت
عمو فستر مردی کاملاً بدون مو، قوز کرده و بشکه‌ای شکل با چشمان تیره و گود رفته و اغلب لبخندی آشفته است. او همیشه یک کت خز سنگین و تمام قد می پوشد. فستر از شخصیتی گرفته شده بود که توسط کاریکاتوریست چارلز آدامز طراحی شده بود، اگرچه اینها کارتون‌های تک صفحه‌ای بدون داستان یا نام شخصیت بودند. با این وجود این شخصیت در تعدادی از کارتون‌ها هم از نظر ظاهر (طاس، خمیده و چشم‌های فرورفته) و هم رفتارش (مثلا تبدیل دوش به یک محیط «جوش‌گرفته» خاص، غذا دادن به گیاهان باغ، و رها کردن عقاب روی کبوترهای خانگی همسایه قابل تشخیص است.). گاهی به او نشان داده می شود که در یک کلبه کوچک احاطه شده توسط یک حصار فرفورژه زندگی می‌کند.
فستر توانایی عجیبی در تولید الکتریسیته دارد (در فیلم خانواده آدامز حافظه خود را از دست می دهد و پس از اصابت صاعقه دوباره آن را به دست می‌آورد که منجر به این قدرت می‌شود، البته در سایر اقتباس‌ها هرگز گفته نمی‌شود که قدرت خود را از کجا آورده است). او اغلب این موضوع را با گذاشتن یک لامپ در دهانش نشان می‌داد که روشن می‌شد، همراه با صدای بلند و ترقه. او ادعا می‌کند که در یک قسمت از سریال کمدی ۱۱۰ ولت برق دارد، در حالی که در قسمت دیگر کیفیت «مغناطیسی» خود را با بالا بردن وزنه کاغذی فلزی تا دستش نشان داد. در مجموعه نتفلیکس ونزدی او می‌تواند رعد و برق را مستقیماً از دستان خود شلیک کند و از آن برای احیای یک چیز تقریباً مرده استفاده می‌کند. همچنین اعتقاد بر این است که این توانایی به او مقاومت در برابر رعد و برق می‌دهد.

## بازی های ویدیویی
عمو فستر در چندین بازی ویدیویی خانواده آدامز به عنوان یک شخصیت قابل بازی ظاهر شده است. او قهرمان ماموریت فستر ، یک بازی نینتندو و شخصیت اصلی قابل بازی در بازی ارزش‌های خانواده آدامز برای سوپر نینتندو است. او همچنین شخصیت اصلی ماشین آرکید " برق‌اندازی " است، که در آن "شوک های الکتریکی" شبیه سازی شده از طریق بازیکن درحالی که دو دسته را نگه می‌دارند منتقل می شود.